# زينهوا
زينهوا (بالصينية: 遵化) هي مدينة من مدن الصين.

## أعلام
- ستيفانو لي سايد